# Milla mexicana
Milla mexicana är en sparrisväxtart som beskrevs av Thaddeus Monroe Howard. Milla mexicana ingår i släktet Milla och familjen sparrisväxter. Inga underarter finns listade i Catalogue of Life.